# Николаевка (Дзержинский район, Красноярский край)
Николаевка — деревня в Дзержинском районе Красноярского края. Входит в состав Александро-Ершинского сельсовета.

## История
Деревня была основана в 1900 году.
По данным 1926 года в Николаевке имелось 134 хозяйства и проживало 698 человек.  В административном отношении деревня являлась центром Николаевского сельсовета Рождественского района Канского округа Сибирского края.

## Население
| 2010 |
| ---- |
| 139  |

### Гендерный состав
По данным 1926 года проживало 339 мужчин и 359 женщин. 

### Национальный состав
В 1926 г. в национальном составе населения преобладали поляки.